# Serviço de Tecnologia Alternativa
O Serviço de Tecnologia Alternativa (SERTA) é uma organização da sociedade civil de interesse público (OSCIP) sediada no município de Glória do Goitá, na Zona da Mata de Pernambuco. Foi fundada em agosto de 1989 por agricultores, técnicos agrícolas e educadores preocupados com o êxodo rural, que passaram a atuar em comunidades locais promovendo a agricultura familiar e o desenvolvimento sustentável, por meio do uso de tecnologia apropriada.
A missão da instituição é a formação de jovens e a qualificação de educadores e produtores familiares, promovendo mudanças sustentáveis no meio rural.

## Histórico
Em 1992, o SERTA iniciou a elaboração de projetos políticos voltados ao desenvolvimento rural e municipal, bem como os primeiros contatos com escolas locais, propondo um modelo educacional adaptado à realidade local. Esse trabalho resultou na Proposta de Educação Rural (PER), que enfrentou dificuldades por falta de apoio financeiro das prefeituras.
Em 1996, a sede foi transferida para a Mata de Pernambuco e, em 1997, teve início sua atuação no Programa de Erradicação do Trabalho Infantil (PETI).
Em 1999, o PER passou a ser adotado integralmente por alguns municípios e foi reformulado como Proposta Educacional de Apoio ao Desenvolvimento Sustentável (PEADS), tornando-se a metodologia oficial do SERTA.
Em 2003, a localidade passou a ser reconhecida como polo de agricultura orgânica de Pernambuco.

## Atuação
O SERTA atua nas seguintes áreas:
Agricultura familiar
Educação do campo e de jovens
Educação ambiental
Inclusão digital
Produção eco-sustentável
Cultura e arte
Preservação do patrimônio natural e histórico
Formação de educadores
Estímulo à permanência escolar e ao acesso ao ensino superior

## Programas

### Programa de Erradicação do Trabalho Infantil (PETI)
Por meio de parcerias e ações educativas, o programa visa afastar crianças e adolescentes de situações de exploração, garantindo apoio às famílias com o Bolsa Família e a inserção em atividades educacionais e culturais.

### Proposta Educacional de Apoio ao Desenvolvimento Sustentável (PEADS)
Metodologia educacional que busca integrar escola, família e comunidade como agentes do desenvolvimento local. Valoriza a agricultura familiar, a cultura regional e o protagonismo juvenil.

## Parcerias e redes
O SERTA integra redes como a Rede Latino-Americana e do Caribe de Segurança Alimentar e Desenvolvimento Sustentável (Layc) e o Centros de Aprendizagem e Intercâmbio de Saberes (CAIS), promovendo o fortalecimento institucional da agricultura familiar.